# ISO 3166-2:TG

Regionen in Togo

Die Liste der ISO-3166-2-Codes für  Togo enthält die Codes für die fünf Regionen.

Die Codes bestehen aus zwei Teilen, die durch einen Bindestrich voneinander getrennt sind. Der erste Teil gibt den Landescode gemäß ISO 3166-1 (für  Togo TG), der zweite den Code für die Region wieder.
Die aktuellen Codes stehen auf der Seite der ISO unter #iso:code:3166:TG zur Verfügung.

| Region   | Code |
| -------- | ---- |
| Centrale | TG-C |
| Kara     | TG-K |
| Maritime | TG-M |
| Plateaux | TG-P |
| Savanes  | TG-S |